# Santana (Nisa)
Santana ist eine Gemeinde (Freguesia) im portugiesischen Kreis (Concelho) von Nisa. In ihr leben 277 Einwohner (Stand 19. April 2021).

## Geografie
Das Gemeindegebiet liegt im oberen, hier langsam hügeliger werdenden Alentejo, zwischen der etwa 15 km südlich gelegenen Kreisstadt Nisa, dem nordwestlich angrenzenden Fluss Tejo, und dem etwa 8 km nordöstlich liegenden Vila Velha de Ródão. Die drei Ortschaften der Gemeinde liegen auf Hügeln (port.: Montes).

## Geschichte
Ausgrabungen weisen auf eine Ortschaft der Araber, die hier Gold gewannen. Die heutigen Orte der Gemeinde entstanden während der Neubesiedlung im Verlauf der hiesigen Reconquista Ende des 12. Jahrhunderts. So wurden sie bereits Mitte des 13. Jahrhunderts als dem Kloster Lafões abgabepflichtige Ortschaften erwähnt.
Bis zum 5. Januar 1959 waren sie Ortschaften der Gemeinde São Simão, um seither eine eigenständige Gemeinde im Kreis Nisa zu bilden.

## Kultur und Sehenswürdigkeiten
Neben Sakralbauten, darunter die Gemeindekirche, steht vor allem die archäologische Ausgrabungsstätte Estação arqueológico do Conhal, u. a. mit arabischen Goldminen, unter Denkmalschutz.

## Verwaltung

### Gemeinde
Die Gemeinde (Freguesia) besteht aus drei Ortschaften:
- Monte do Duque
- Monte do Arneiro oder auch nur Arneiro
- Monte do Pardo

Als Hauptort kann Arneiro gelten, wo die Gemeindeverwaltung (port.: Junta de Freguesia) ihren Sitz hat.

### Bevölkerungsentwicklung
| Einwohnerzahl der Gemeinde Santana (1960–2011) | Einwohnerzahl der Gemeinde Santana (1960–2011) | Einwohnerzahl der Gemeinde Santana (1960–2011) | Einwohnerzahl der Gemeinde Santana (1960–2011) | Einwohnerzahl der Gemeinde Santana (1960–2011) |
| ---------------------------------------------- | ---------------------------------------------- | ---------------------------------------------- | ---------------------------------------------- | ---------------------------------------------- |
| 1960                                           | 1970                                           | 1981                                           | 1991                                           | 2011                                           |
| 1192                                           | 970                                            | 746                                            | 586                                            | 404                                            |

Nach der Gründung 1959 setzte, entsprechend zur Entwicklung in weiten Teilen des Alentejo, auch in der Gemeinde Santana ein seither andauernder Bevölkerungsabschwung ein. Neben einer anhaltend niedrigen Geburtenrate liegt der Grund in der Abwanderung in die Ballungszentren, etwa in die Anfang der 1960er Jahre im Großraum Lissabon entstandenen Industrievorstädte der Margem Sul do Tejo, am Südufer des Tejo gegenüber Lissabon gelegen.

## Wirtschaft
Die Gemeinde ist landwirtschaftlich geprägt. Die Produktion von Kork und Olivenöl, der Anbau von Getreide und Gemüse, die Weideviehzucht, und die Flussfischerei sind als bedeutendste wirtschaftliche Aktivitäten zu nennen. Auch regionales Kunsthandwerk wird hier hergestellt, u. a. traditionelle Stickereien, Spitzen, und Miniaturen von Holzbooten.